# Viva Villa!
Viva Villa! is een Amerikaanse western uit 1934 onder regie van Jack Conway.

## Verhaal
In Mexico sterft de vader van de Pancho Villa aan de zweepslagen van een landeigenaar. Pancho steekt de moordenaar neer en moet onderduiken in de bergen van Chihuaha. Als volwassene wordt hij de leider van een boevenbende, die geld steelt van de rijken en het verdeelt onder de armen. Na een ontmoeting met Franciso Madero wordt hij een revolutionair.

## Rolverdeling
| Acteur             | Personage               |
| ------------------ | ----------------------- |
| Wallace Beery      | Pancho Villa            |
| Leo Carrillo       | Rodolfo Fierro          |
| Fay Wray           | Teresa                  |
| Donald Cook        | Don Felipe de Castillo  |
| Stuart Erwin       | Jonny Sykes             |
| Henry B. Walthall  | Francesco Madero        |
| Joseph Schildkraut | Generaal Pascal         |
| Katherine DeMille  | Rosita Morales          |
| George E. Stone    | Emilio Chavito          |
| Phillip Cooper     | Pancho Villa (als kind) |
| David Durand       | Hoornspeler             |
| Frank Puglia       | Vader van Pancho Villa  |
| Ralph Bushman      | Wallace Calloway        |
| Adrian Rosley      | Alphonso Mendoza        |
| Henry Armetta      | Alfredo Mendosa         |